# Satz von Möbius-Pompeiu

Pompeiu-Dreieck

Der Satz von Möbius-Pompeiu, benannt nach Dimitrie Pompeiu und August Ferdinand Möbius, beschreibt eine Eigenschaft von gleichseitigen Dreiecken. Er besagt, dass die drei Verbindungsstrecken, die ein beliebiger Punkt in der Ebene mit den Eckpunkten eines gleichseitigen Dreiecks bildet, immer die Dreiecksungleichung erfüllen. Das heißt, dass die Summe der Längen zweier Verbindungsstrecken immer größer oder gleich der Länge der dritten Verbindungsstrecke ist. Damit lässt sich immer ein Dreieck konstruieren, dessen Seitenlängen den Längen der Verbindungsstrecken entsprechen, ein solches Dreieck bezeichnet man als Pompeiu-Dreieck.
Liegt der Punkt auf dem Umkreis des gleichseitigen Dreiecks, so ist das zugehörige Pompeiu-Dreieck allerdings nur ein entartetes Dreieck (Strecke) und die Summe der Längen der beiden kürzeren Verbindungsstrecken entspricht genau der Länge der dritten Verbindungsstrecke. Dieser Spezialfall wird auch als Satz von van Schooten bezeichnet.
Ein einfacher geometrischer Beweis des Satzes ergibt sich, wenn man die Ausgangskonfiguration um {\displaystyle 60^{\circ }} um einen der Eckpunkte des gleichseitigen Dreiecks dreht. Dreht man den Punkt {\displaystyle P} und die Verbindungsstrecken {\displaystyle PA} und {\displaystyle PB} um den Eckpunkt {\displaystyle B} des gleichseitigen Dreiecks {\displaystyle \triangle ABC} im Uhrzeigersinn um {\displaystyle 60^{\circ }} und bezeichnet das Bild von {\displaystyle P} mit {\displaystyle P'}, so ist das Dreieck {\displaystyle \triangle PBP'} gleichseitig. Somit entsprechen die Seitenlängen des Dreiecks {\displaystyle \triangle CP'P} genau den Längen der Verbindungsstrecken.
Der Satz, der in der Literatur oft auch nur als Satz von Pompeiu bezeichnet wird, wurde 1936 von Pompeiu publiziert. Allerdings publizierte Möbius bereits 1852 einen allgemeineren Satz über 4 Punkte in der Ebene, der den Satz von Pompeiu als Spezialfall enthält.